# Phylloboletellus chloephorus
Phylloboletellus chloephorus är en svampart som beskrevs av Singer 1952. Phylloboletellus chloephorus ingår i släktet Phylloboletellus och familjen Boletaceae.   Inga underarter finns listade i Catalogue of Life.